# Вјетрењача
Вјетрењача се првенствено односи на млин који претвара енергију вјетра у ротациону енергију помоћу крила која се називају једра. Вјетрењаче су се први пут појавиле у Персији у 9. вијеку нове ере.
Вјетрењаче се, поред воденица које користе хидроенергију, до проналаска мотора, сматрају за прве или ране моторе прединдустријског доба. Коришћене су највише као млин за млевење житарица, пумпа за воду или пумпна станица, потом за обраду материјала - пилана и млин за уље. Данашњи вјетрогенератори су наследници вјетрењача.

## Историја
Порекло и настанак вјетрењаче није потпуно утврђено због недостатка поузданих извора. Тачна сазнања о старости вјетрењача, као и о њиховом пореклу нису доступна. Писани извори из Античког доба као што је Хамурабијев закон указује да су прве ветрењаче саграђене пре више од 4.000 година. Међутим, не постоји квалитетан материјални доказ да су Антички народи као што су Египћани, Феничани, Грци и Римљани знали за вјетрењаче. Такође, постоји писани извор који наводи да је Херон из Александрије изумео точак на ветар у 1. веку нове ере. Антички народи су свакако били свесни потенцијалне снаге ветра, користећи успешно једра на својим лађама, те да је могуће да су развили неку рану примитивну форму вјетрењаче која није имала корисну и масовну примену.
Персијске ветрењаче које су конструисане са вертикалном осом ротације и вертикалним крилима, лопатама или једрима према извештајима исламских географа налазе се у употреби у источној Персији у 9. вијеку нове ере, а да се њихов развој може пратити од 5. вијека. Персијске вјетрењаче су имале вертикалну осовину и 6-12 једара покривених трском или платном, а коришћене су за мљевење житарица и пумпање воде. Уз писане и материјалне доказе данас је шире прихваћено да су вјетрењаче нашле прву корисну примену у Персији. Значајно је напоменути да је персијска вјетрењача са вертикалном осовином аналогична са воденицом са вертикалном осовином коју покреће хоризонтални воденички точак а за коју се сматра да је настала далеко раније на Блиском истоку у Хеленистичко доба.
Други тип вјетрењаче са вертикалном осом ротације али са склопивим крилима је познат као кинеска ветрењача. Крила или једра могу се лако монтирати на начин да се аутоматски прилагођавају смјеру вјетра те се због тога могу дуже користити. Нејасно је да ли су старије персијске или кинеске вјетрењаче. Једна група историчара сматра да је технолошки културни утицај ишао правцем од Персије, преко средње Азије и Авганистан до Кине, док друга група сматра да је културни утицај ишао обрнутим правцем. Трећа група историчара сматра да персијске и кинеске вјетрењаче настале независно једна од друге. Технологија кинеске верзије разликује се од персијске јер користи самоподешавајућа крила без зидане конструкције. Персијске вјетрењаче смештене су у полуотворену зидану конструкцију. Додатно збуњује вријеме настанка кинеске вјетрењаче. Шире је прихваћено да су кинеске вјетрењаче настале око 1000. године нове ере. Претпоставља се да је њихов развој започео од 5. вијека нове ере. Од династије Минг (1386–1644), Кинези су користили вјетрењаче за пумпање воде у поља и у соланама за производњу соли, као и за добијање пољопривредних нуспроизвода. Прво спомињање вјетрењаче у кинеским изворима је из 1219. године, а реч је о путопису из Туркменистана. Међутим, ово би могао више бити опис персијске вјетрењаче на коју је наишао кинески путописац. Занимљиво да је у провинцији Ђангсу забележено да је 1959. године радило више од 200.000 вјетрењача.
Вјетрењаче са хоризонталном осом ротације јављају се у Фландрији, југоисточној Енглеској и Нормандији током развијеног средњег вијека. Поједини историчари сматрају да овај тип вјетрењаче независни европски изум. Данас се међу историчарима води расправа да ли су персијске вертикалне вјетрењаче утицале на настанак европских хоризонталних вјетрењача. Један од првих записа о вјетрењачи забележен је 1185. године, у Јоркширу, у Енглеској. Једна група историчара сматра да је до инспирације и развоја европских вјетрењача дошло у вријеме Крсташких ратова. Осим специфичне хоризонталне осе главна карактеристике је да је механизам смештен у затвореној дрвеној кући - млину, која се ручно цела могла да окрене како би се могао да ухвати смјер вјетра. Вреди напоменути да је ова вјетрењача аналогична са воденицом са хоризонталном осовином коју покреће вертикални воденички точак која је настала знатно раније.
Арапске вјетрењаче су доспеле на Иберијско полуострво са ширењем Ислама и тамо су побољшане.
У доба ренесансе и реформације, у Холандији и Енглеској, вјетрењаче се стално унапређују до 18. вијека када почињу да се шире на већи део Европе али и у Нови свет. У касном Средњем вијеку и на почетку ренесансе вјетрењаче су инспирисале прве ауторе цртежа летелица али и креаторе првих практичних летелица - играчки. На тлу Србије вјетрењаче, односно млин који тјера вјетар, први пут се спомињу током Османског царства, у првој половини 17. вијека. На Балкану током османског периода највероватније је био заступљен првобитан европски тип вјетрењаче о чему и данас сведоче сачувани примерци истог типа вјетрењача у Грчкој и Бугарској. У Холандији се развија вјетрењача код које се само врх окреће. Ове вјетрењаче су имале фиксну дрвену конструкцију која је у свом склопу имала механизам за млевење и покретни врх који су чинили кров, једра, вратило и кочнице. На овај начин се обртао само врх у правцу вјетра, а не цела грађевина као до тада. Ова технологија омогућила је да вјетрењаче постану веома велике и да обављају више послова истовремено. Златно доба вјетрењача у Холандији је 18. вијек када је у овој малој земљи али колонијалној сили забележено чак 10 хиљада вјетрењача. Користе се за мљевење брашна и пумпање воде, а касније и за одвајање зрња од стабљике, пилане и друге потребе.
Једна од првих вјетрењача у Аустријском царству саграђена је 1768. године од стране столара у Братислави. У вријеме Аустријског царства у данашњој Војводини, у Србији, прву вјетрењачу је саградио Агоштон Киш 1794. године на свом поседу и селу Елемир након повратка из Холандије. Златно доба вјетрењача у Војводини је 19. вијек када их је највише изграђено, а засноване на холандском типу представљале су права ремек-дела свог доба. Највише их је било 282, поједине су биле у функцији и до 70-тих година 20. вијека. Примера ради, само у селу Меленци је тада забележено чак 8 вјетрењача, а у Чуругу 7. У то доба, након више вијекова еволуције и развоја вјетрењаче су достигле свој технолошки врхунац. Крајем 19. вијека њихов број постепено се смањивао због конкуренције парних млинова, али чак и на пријелазу у 20. вијек изграђене су нове вјетрењаче. На почетку 21. вијека остало је само 11, а ниједна није у функцији.
Млинар који је радио у ветрењачи звао се ветрењар или ветрењичар. Иако су настале по узору на холандске, углавном дрвене, панонско-војвођанске вјетрењаче са двоје врата и са по два или три прозора разликују се по томе што су зидане грађевине. Ветрењаче су зидане у облику заобљене купе, неколико месеци, обично једно лето, у чему је помагало цело село. Том приликом би се уградиле печене опеке и непечени черпићи.
Комплетан механизам вјетрењаче изузев камена, био је изграђен од дрвета. Крила су изграђена од чамовине у облику ширих мердевина, сва четири крила учвршћена су на багремовом крстаку и то се све окреће на дебелој осовини - вретену. Унутар саме вјетрењаче, уз помоћ дрвених зупчаника, обртање се преноси на вертикалну осовину или попу. При дну вјетрењаче, где се налази главни механизам за млевење, постављен је на „попи" велики зупчаник, брзо коло, и нешто више мањи зупчаник - споро коло. У вјетрењачи постоје три камена. Ако је слаб ветар радио је само један камен, при јачем ветру укључио би се и други камен, а при снажном ветру радило би сва три камена. Камен је увек морао бити обрађен. Његова маса је износила 1.300 kg. Горњи део вјетрењаче са кровом био је покретан, и са стране је имао два дугачка дрвета тзв. курјаке, уз помоћ којих су ветрењичари крила усмеравали тачно према ветру, а правац ветра су поред осталих начина тачно одређивали и помоћу ветроказа „петла" постављеног на врху вјетрењаче.
Од почетка индустријског доба до данас употреба механичких вјетрењача у свијету је скоро потпуно престала због ширења парне машине и касније, електричних мотора и мотора са унутрашњим сагоријевањем. Крила или једра су у прошлости били прекривени платном, трском или дрвеним плочицама, а у новије вријеме се углавном користи елиса (пропелер) од метала или пластичне масе, која има бољу ефикасност. У Холандији и данас постоји у руралним и урбаним срединама значајан број традиционалних вјетрењача, а грађани им пружају подршку тако што купују њихово брашно. Мале вјетрењаче једноставне конструкције са више лопатица за пумпање воде масовно су се користиле широм САД од 1870. до 1970. године. Процењује се да је у том периоду инсталирано око 6 милиона вјетрењача. Занимљиво да се један такав тип вјетрењаче налази у селу Шушара у Делиблатској пешчари, а потиче са почетка 20. вијека.
Преостале вјетрењаче, воденице, суваче и ђерми у Војводини представљају велику културну заоставштину прединдустријског доба. Занимљиво да су због веома снажног југоисточног вјетра - Кошава - у јужном Банату на почетку 21. вијека саграђени једни од првих вјетропаркова у земљи (Алибунар, Ковачица и Чибук).
Први ветрогенератор са вертикалном осом која је производила електричну енергију пројектовао је шкотски професор Џејмс Блајт у Глазгову 1887. године. Први ветрогенератор са хоризонталном осом направио је Чарлс Браш 1888. године у Кливленду, и уз помоћ ње је снабдевао своју кућу електричном енергијом. Од краја 19. вијека почиње употреба вјетрењача и за производњу електричне енергије (вјетроелектрана), али тек у задње вријеме у већим количинама. Производња електричне енергије из вјетроелектрана је порасла 5 пута од 2000. до 2007. године.

## Вјетрењаче са вертикалном осовином
Једноставне за израду, великог обртног момента, издржљиве, и већина без потребе да се окрећу „у вјетар“, ово су биле прве вјетрењаче у употреби у Персији и Кини. Једра су била покривена са трском или платном. У данашње вријеме долази до раста интересовања за ову врсту вјетрењача, поготово за мање или аматерске инсталације.
У дизајне ове врсте спадају:
- анемометар - једноставна справа за мјерење брзине вјетра, са шупљим полукуглама за „хватање“ вјетра
- Савониус (Savonius) турбина
- Дариус (Darrieus) турбина и многе друге врсте, којима је заједничко то што им је осовина вертикална.

## Вјетрењаче са хоризонталном осовином
Првобитно у непокретном торњу тамо гдје је вјетар сталног смјера, касније верзије у западној Европи се граде са помичним торњем, који се ручно усмјерава „према вјетру“ (енгл. post windmill). Крајем 18. вијека се уводи низ иновација које су омогућиле аутоматско окретање вјетрењаче „у вјетар“, углавном уз помоћ репа или додатне мале вјетрењаче која је окретала врх торња. Потпуно потиснуте појавом парних машина, електромотора и мотора са унутрашњим сагоријевањем, све више се враћају у употребу у измијењеном облику за производњу електричне енергије као (вјетроелектране).

## Прорачун добијене снаге
Снага која је пренијета на ротор вјетрењаче је пропорционална површини коју покрива ротор, густини ваздуха и кубу (трећем степену) брзине вјетра.
Дакле теоретска корисна снага је:
{\displaystyle P={\begin{matrix}{\frac {1}{2}}\end{matrix}}\alpha \rho \pi r^{2}v^{3}},
гдје је
- P = снага у W,
- α = фактор искоришћења,
- ρ = густина ваздуха у Kg/m³,
- r = радијус турбине у m, и
- v = брзина ваздуха у m/s.

Пошто вјетрењача узима енергију од ваздуха, брзина ваздуха пада. Алберт Бец, њемачки научник, је установио 1919. да вјетрењача може да искористи највише 59% од теоретске енергије вјетра.
Као примјер:
Рецимо да је 15 °C на нивоу мора и густина ваздуха је 1.225 Kg/m³. Вјетар брзине 8 m/s (28.8 Km/h) кроз ротор дијаметра 100 m ће пронијети 77000 Kg ваздуха кроз простор кракова ротора турбине (вјетрењаче).
Укупна снага је 2.5 MW, али само 1.5 MW може да се искористи због Бецовог закона.

## Галерија
- Пресек изгледа механизма рада ветрењаче.
- Дариус турбина, вјетрењача са вертикалном осовином
- Каснији тип вјетрењаче, у стању да се прилагоди промјењивом смјеру вјетра
- Вјетрењача у Аустралији за пумпање воде. Врло сличан модел раширен у Америци у 19. вијеку.